# Hostomice (okres Teplice)
Městys Hostomice se nachází v okrese Teplice v Ústeckém kraji. Žije v něm přibližně 1 200 obyvatel. Prochází tudy železniční trať Ústí nad Labem – Bílina.

## Historie
První písemná zmínka o Hostomicích pochází z roku 1397.
Od 10. října 2006 byl obci vrácen status městyse.

## Obyvatelstvo
Při sčítání lidu v roce 1921 zde žilo 3 787 obyvatel (z toho 1 855 mužů), z nichž bylo 2 223 Čechoslováků, 1 356 Němců, dvanáct příslušníků jiných národností a 194 cizinců. Převažovali členové římskokatolické církve, ale 1 691 lidí bylo bez vyznání, 207 patřilo k evangelickým církvím, třináct k církvi československé, 26 k izraelské a 48 k jiným nezjišťovaným církvím. Podle sčítání lidu z roku 1930 měl městys 3 892 obyvatel: 2 248 Čechoslováků, 1 489 Němců, šest Židů, dva příslušníky jiné národnosti a 147 cizinců. Stále převažovala římskokatolická většina. K evangelíkům se hlásilo 144 lidí, k církvi československé 94, čtrnáct k izraelské, čtyřicet k starokatolické církvi, deset k jiným nezjišťovaným církvím a 1 708 jich bylo bez vyznání.
|           | 1869 | 1880 | 1890  | 1900  | 1910  | 1921  | 1930  | 1950  | 1961  | 1970  | 1980  | 1991  | 2001  | 2011  |
| --------- | ---- | ---- | ----- | ----- | ----- | ----- | ----- | ----- | ----- | ----- | ----- | ----- | ----- | ----- |
| Obyvatelé | 294  | 794  | 1 704 | 3 028 | 4 153 | 3 787 | 3 892 | 2 323 | 2 293 | 1 815 | 1 440 | 1 107 | 1 242 | 1 178 |
| Domy      | 39   | 63   | 92    | 148   | 177   | 185   | 256   | 294   | 277   | 260   | 239   | 237   | 235   | 248   |

## Pamětihodnosti
- Přírodní památka Husův vrch

## Osobnosti
- Čestmír Císař, politik, někdejší ministr kultury ČSSR
- Antonín Gruncl, hudebník
- Oldřich Hoblík, herec a režisér
- Oldřich Voleník, politik